# Jean Bernard Diatta
Jean Bernard Diadié Diatta (10 ottobre 1988) è un lottatore senegalese specializzato nella lotta libera.

## Biografia
Ai campionati mondiali di Budapest 2016 ha concluso il torneo al trentatreesimo posto nella categoria 60 kg.
Ha vinto la medaglia di bronzo ai Giochi panafricani di Rabat 2019 nella categoria 74 kg.

## Palmarès
- Giochi panafricani

Rabat 2019: bronzo nei 74 kg.
- Campionati africani

Marrakech 2012: argento nei 60 kg.
N'Djamena 2013: oro nei 60 kg.
Tunisi 2014: oro nei 61 kg.
Alessandria d'Egitto 2015: bronzo nei 61 kg.
Marrakech 2017: argento nei 65 kg.
Port Harcourt 2018: bronzo nei 70 kg.
- Giochi della Francofonia

Nizza 2013: bronzo nei 60 kg.
Abidjan 2017: bronzo nei 70 kg.